# (23107) 1999 XA242
1999 أكس أي 242 (ويعرف أيضًا باسم (23107) 1999 أكس أي 242 وفق تسمية الكوكب الصغير) (بالإنجليزية: 1999 XA242)‏ هو كويكب ضمن حزام الكويكبات؛ وترتيبه 23107 من حيث الاكتشاف.
اكتُشف هذا الجُرم الفلكي بواسطة ماسح السماء كاتالينا في 13 ديسمبر 1999.

## وصلات خارجية
- (23107) 1999 XA242 في قاعدة بيانات مختبر الدفع النفاث لأجرام النظام الشمسي الصغيرة

- الاكتشاف · مخطط المدار ·  العناصر المدارية · المعلمات المادية

- (23107) 1999 XA242 على موقع ويكي سكاي: DSS2, SDSS, GALEX, IRAS, Hydrogen α, X-Ray, Astrophoto, Sky Map, Articles and images